# Sonetul 73

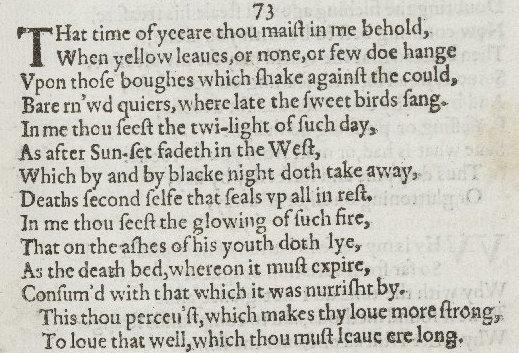
Sonetul 73 - 1609 Quarto

Sonetul 73 este unul din cele 154 de sonete scrise de William Shakespeare. A inspirat titlul romanului din 1974  Unde, cândva, suave păsări cântătoare... (Where Late the Sweet Birds Sang) scris de Kate Wilhelm.
Este unul dintre cele mai renumite din ciclul de sonete al lui William Shakespeare. Acesta a fost publicat pentru prima dată în 1609.
| That time of year thou mayst in me behold When yellow leaves, or none, or few, do hang Upon those boughs which shake against the cold, Bare ruin'd choirs, where late the sweet birds sang. In me thou seest the twilight of such day As after sunset fadeth in the west, Which by and by black night doth take away, Death's second self, that seals up all in rest. In me thou see'st the glowing of such fire That on the ashes of his youth doth lie, As the death-bed whereon it must expire Consumed with that which it was nourish'd by. This thou perceivest, which makes thy love more strong, To love that well which thou must leave ere long. William Shakespeare | În mine vezi tu anotimpul cậnd Foi galbene pe crengi murind se zbat, Pe arcul lor in geruri tremurậnd Vechi coruri unde păsări au cậntat, In mine vezi murind al serii ceas Cậnd soarele-ntậrzie-n asfințit Și noaptea, sora morții, pas cu pas In beznă totul a pecetluit. In mine vezi un foc arzậnd pustiu Pe-a lui cenușă și-i sleit in ea Și leagănul luminii i-e sicriu Și mistuie puterea ce-l hrănea. Tu vezi și mai puternic m-ai cuprins Vrậnd sa iubești ce mậine fi-va stins. (trad. Nicolae Pintilie) |

## Legături externe
- Analysis
- CliffsNotes